# Bligny-lès-Beaune
Bligny-lès-Beaune é uma comuna francesa na região administrativa da Borgonha-Franco-Condado, no departamento de Côte-d'Or.